# Eva Stoll
Eva Stoll (1981) è un'ex sciatrice alpina svizzera.

## Biografia
Velocista attiva dal dicembre del 1996, in Coppa Europa la Stoll esordì il 13 gennaio 1999 a Veysonnaz in discesa libera (50ª), ottenne il miglior piazzamento il 6 marzo 2001 a Lenzerheide ancora in discesa libera (34ª) e prese per l'ultima volta il via il giorno successivo nelle medesime località e specialità (46ª). Si ritirò al termine di quella stessa stagione 2000-2001 e la sua ultima gara fu un supergigante FIS disputato il 20 marzo a Verbier; non debuttò in Coppa del Mondo né prese parte a rassegne olimpiche o iridate.

## Palmarès

### Campionati svizzeri
- 1 medaglia:
  - 1 bronzo (supergigante nel 2000)